# Província de Vercelli
La província de Vercelli  és una província que forma part de la regió de Piemont dins Itàlia. La seva capital és Vercelli.
Limita al nord amb la província de Verbano-Cusio-Ossola i amb Suïssa (Valais), a través del municipi d'Alagna Valsesia, a l'est amb la província de Novara i amb la Llombardia (província de Pavia). Al sud toca amb la província d'Alessandria, i a l'oest té la ciutat metropolitana de Torí, la província de Biella, i la Vall d'Aosta.
Té una àrea de 2.088 km², i una població total de 174.391 hab. (2016). Hi ha 86 municipis a la província.